# 表面状态
表面状态 是固体材料表面的所有的能级。它们的形成来源于固体材料在表面的忽然中止的变化，并且只在最接近表面处的原子层上。材料在表面处的忽然中止导致了能带结构的改变，即是从材料本身向真空的过渡。在表面处变弱的势能使得新的电子状态出现，称为表面状态。

## 角分辨光電子能譜學（ARPES）
测量表面状态的色散的实验技术是角分辨光電子能譜學（ARPES）或角分辨紫外光电子能谱学（ARUPS）。